# Rouvray-Saint-Denis
Rouvray-Saint-Denis är en kommun i departementet Eure-et-Loir i regionen Centre-Val de Loire strax norr om centrala Frankrike. Kommunen ligger i kantonen Janville som tillhör arrondissementet Chartres. År 2022 hade Rouvray-Saint-Denis 345 invånare.
I utkanten av kommunen stod Slaget vid Herrings år 1429.

## Befolkningsutveckling
Antalet invånare i kommunen Rouvray-Saint-Denis
Referens:INSEE

## Galleri

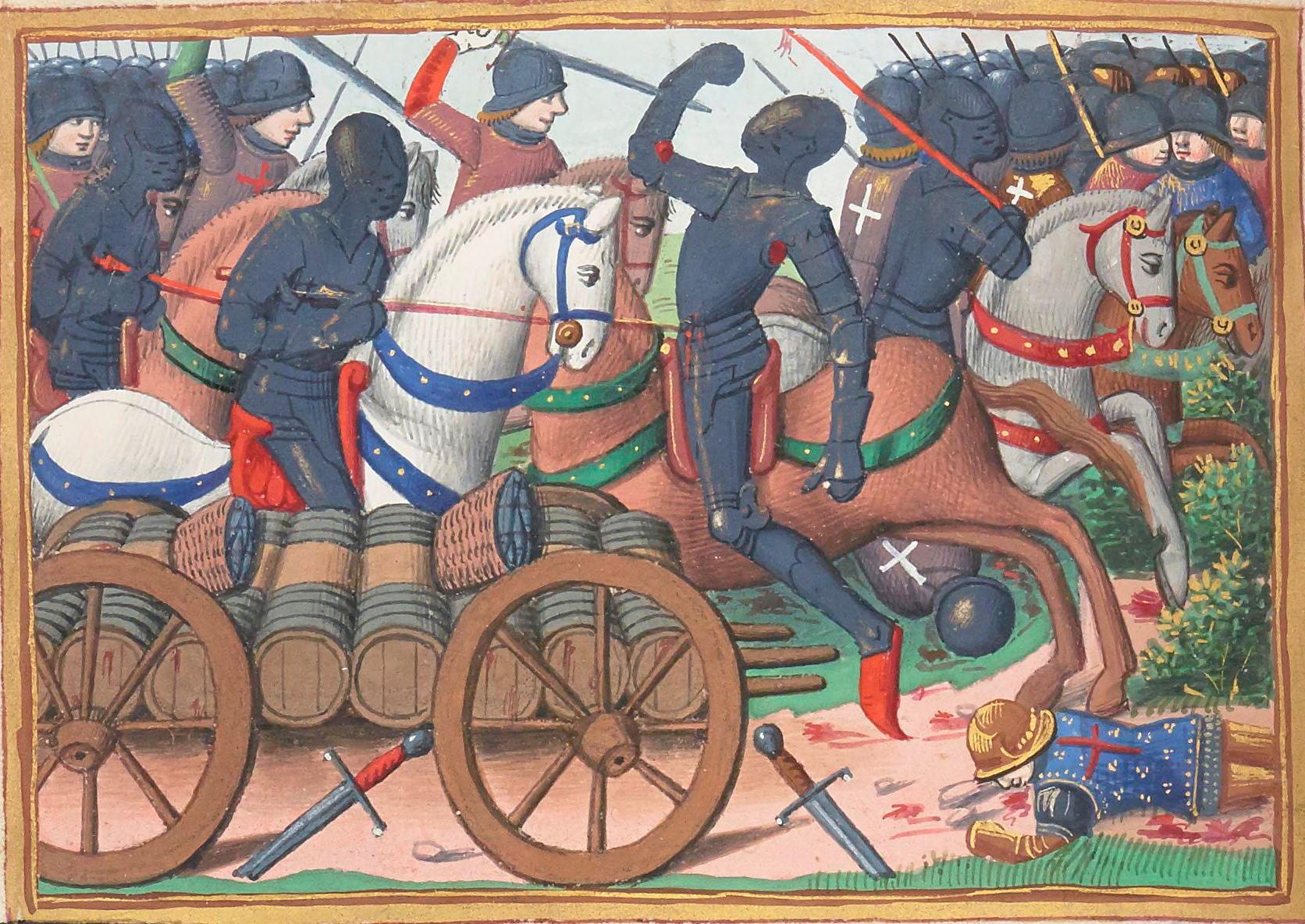
Slaget vid Herrings